# Национальная медицинская палата
Национа́льная медици́нская пала́та — некоммерческое партнёрство, созданное в 2010 году в России и состоящее из некоммерческих медицинских и иных организаций, работающих в сфере здравоохранения.
Национальная медицинская палата — член Всемирной Медицинской Ассоциации.
Сегодня Союз медицинского сообщества «Национальная медицинская палата» — это крупнейшая общественная организация в сфере здравоохранения. В состав Национальной медицинской палаты (НМП) входит 151 региональное и общероссийское профессиональное медицинское объединение, включая объединения врачей частной практики. Врачи всех 85 субъектов РФ выступили за вступление в Национальную медицинскую палату.

## Основные задачи
- внесение изменений в законодательную базу, которая регулирует медицинскую деятельность в соответствии с интересами медицинских работников и пациентов;
- совершенствование системы непрерывного образования медицинских работников: изменение методологии, содержания и процедур системы непрерывного медицинского образования, системы аккредитации врачей и аттестации на присвоение категории;
- создание системы контроля качества оказания медицинской помощи: участие в стандартизации медицинской деятельности, разработке клинических рекомендаций (протоколов лечения);
- создание эффективной системы правовой защиты медицинских работников и пациентов: развитие института независимой оценки качества оказания медицинской помощи, системы третейских судов, системы страхования профессиональных рисков, системы саморегулирования в профессиональной деятельности на принципах обязательного членства в медицинских объединениях;
- представление интересов медицинских работников — физических лиц, участвующих в Палате, перед государством и обществом;
- содействие совершенствованию системы охраны здоровья населения.
- управление профессиональной деятельностью врачей, фельдшеров, медицинских сестёр и акушерок;
- подготовка и переподготовка медицинских кадров с целью улучшения качества оказания медицинской помощи;
- создание системы правовой и юридической защиты медицинских работников и медицинских организаций;
- регулирование этических аспектов деятельности медицинских работников при обращении с пациентами, юридическими лицами и иными субъектами профессиональных отношений.

## Направления деятельности
- Вопросы медицинской этики — соблюдение этических норм при проведении клинических исследований в соответствии с правилами проведения качественных клинических исследований (Good Clinical Practice GCP)[3].
- Независимая экспертиза — экспертиза качества оказания медицинской помощи с целью защиты законных прав и интересов всех субъектов оказания медицинской помощи (членов Национальной медицинской палаты, медицинских работников, учреждений здравоохранения, пациентов и их представителей) на основе выполнения независимой, объективной, полной и достоверной медицинской оценки качества медицинской помощи[4].
- Непрерывное медицинское образование — образовательный процесс, с помощью которого медицинские работники постоянно (ежедневно) обновляют свои знания и практические навыки начинается после завершения обязательной последипломной подготовки[5].

## Руководящие органы
Палатой руководит Президент, в настоящее время это — Рошаль Леонид Михайлович.
Президент имеет десять заместителей — вице-президентов. В настоящее время это:
- - Аксёнова Наталья Леонидовна — Председатель Координационного Совета ЦФО, Председатель Смоленской региональной общественной организации «Врачебная Палата»
  - Баранов Александр Александрович — Почётный Председатель Исполкома Союза педиатров России, академик РАН
  - Готье Сергей Владимирович — Председатель Общероссийской общественной организации трансплантологов «Российское трансплантологическое общество», академик РАН;
  - Дорофеев Сергей Борисович — Председатель Координационного Совета СФО, Председатель Правления Общественной организации «Новосибирская областная Ассоциация врачей»
  - Каграманян Игорь Николаевич - Первый заместитель Председателя Комитета Совета Федерации по социальной политике Федерального Собрания РФ
  - Лившиц Сергей Анатольевич — Председатель Правления Некоммерческого партнёрства «Врачебная Палата Московской Области»
  - Морозов Дмитрий Анатольевич - Вице-президент НМП, Председатель Комитета по охране здоровья Государственной Думы Федерального Собрания РФ
  - Румянцев Александр Григорьевич — Президент Общественной организации «Национальное общество детских гематологов и онкологов», академик РАН
  - Стародубов Владимир Иванович — Член Правления Общероссийской общественной организации «Российское общество по организации здравоохранения и общественного здоровья», академик РАН
  - Семёнов Владимир Юрьевич — Руководитель Аппарата Союза «НМП»
  - Чесноков Евгений Викторович — Председатель Координационного Совета УФО, Председатель Правления Некоммерческого партнёрства «Тюменское региональное медицинское общество»
  - Шляхто Евгений Владимирович — Президент Общероссийской общественной организации «Российское кардиологическое общество», академик РАН

Палата имеет два коллегиальных рабочих органа — Президиум и Совет Палаты, состоящий из учредителей.
В Президиум палаты входят:

| №  | ФИО                               | Должность |
| -- | --------------------------------- | --- |
| 1  | Рошаль Леонид Михайлович          | Президент |
| 2  | Аксёнова Наталья Леонидовна       | Вице-президент НМП, Председатель Координационного Совета Центрального ФО. Председатель Смоленской региональной общественной организации «Врачебная Палата»               |
| 3  | Баранов Александр Александрович   | Вице-президент НМП. Почётный председатель Исполкома Союза педиатров России                                                                                               |
| 4  | Готье Сергей Владимирович         | Вице-президент НМП. Председатель Общероссийской общественной организации трансплантологов «Российское трансплантологическое общество»                                    |
| 5  | Дорофеев Сергей Борисович         | Вице-президент НМП, Председатель Координационного Совета Сибирского ФО. Председатель Правления Общественной организации «Новосибирская областная Ассоциация врачей»      |
| 6  | Каграманян Игорь Николаевич       | Вице-президент НМП. Первый заместитель Председателя Комитета Совета Федерации по социальной политике Федерального Собрания РФ                                            |
| 7  | Лившиц Сергей Анатольевич         | Вице-президент НМП. Председатель правления Некоммерческого партнёрства «Врачебная Палата Московской Области»                                                             |
| 8  | Морозов Дмитрий Анатольевич       | Вице-президент НМП. Председатель Комитета по охране здоровья Государственной Думы Федерального Собрания РФ                                                               |
| 9  | Румянцев Александр Григорьевич    | Вице-президент НМП. Председатель Общественной организации «Национальное общество детских гематологов и онкологов»                                                        |
| 10 | Семёнов Владимир Юрьевич          | Вице-президент НМП. Руководитель Аппарата НМП |
| 11 | Стародубов Владимир Иванович      | Вице-президент НМП. Член правления Общероссийской общественной организации «Российское общество по организации здравоохранения и общественного здоровья»                 |
| 12 | Чесноков Евгений Викторович       | Вице-президент НМП. Председатель Правления Некоммерческого партнёрства «Тюменское региональное медицинское общество»                                                     |
| 13 | Шляхто Евгений Владимирович       | Вице-президент НМП. Президент Общероссийской общественной организации «Российское кардиологическое общество»                                                             |
| 14 | Долгушина Наталия Витальевна      | Член Президиума Правления «Российского общества акушеров-гинекологов» |
| 15 | Каприн Андрей Дмитриевич          | Президент Общероссийского Союза общественных объединений «Ассоциация онкологов России»                                                                                   |
| 16 | Лебединский Константин Михайлович | Президент Общероссийской Общественной Организации «Федерация анестезиологов и реаниматологов»                                                                            |
| 17 | Пятко Виталий Эдуардович          | Председатель Координационного Совета Дальневосточного ФО. Президент Региональной общественной организации «Медицинская ассоциация Хабаровского края»                     |
| 18 | Ревишвили Амиран Шотаевич         | Президент Общероссийской общественной организации «Всероссийское научное общество специалистов по клинической электрофизиологии, аритмологии и кардиостимуляции»         |
| 19 | Сабирзянова Дамира Шарифьяновна   | Председатель Координационного Совета Приволжского ФО. Президент Союза медицинского сообщества «Медицинская палата Республики Башкортостан»                               |
| 20 | Сычев Дмитрий Алексеевич          | Президент Автономной некоммерческой организации в сфере развития медицины, науки и образования «Общество фармакогенетики, фармакокинетики и персонализированной терапии» |
| 21 | Шабунин Алексей Васильевич        | Член Правления Региональной общественной организации «Столичное объединение врачей»                                                                                      |